# Рамон Гендрікс
Рамон Гендрікс (нід. Ramon Hendriks, нар. 18 липня 2001, Гендрік-Ідо-Амбахт, Нідерланди) — нідерландський футболіст, захисник німецького клубу «Штутгарт».

## Ігрова кар'єра

### Клубна
Рамон Гендрікс починав займатися футболом у своєму рідному місті Гендрік-Ідо-Амбахт. У 2017 році він приєднався до футбольної академії клубу з Роттердама «Феєнорд». З 2021 року футболіста було внесено до заявки основного складу але для набору ігрової практики Гендрікс відправився у в оренду у клуб Еерстедивізі «НАК Бреда».
Після закінчення терміну оренди Гендрікс повернувся до «Феєнорда» і в серпні 2021 року дебютував у Ередивізі. У 2022 році своєю грою захисник допоміг своїй команді дістатися фіналу Ліги конференцій. І в тому ж році футболіст знову був відправлений в оренду. Цього разу його клубом став «Утрехт».
Сезон 2023/24 Гендрікс провів в оренді в клубі «Вітесс». В червні 2024 року футболіст перейшов до німецького «Штутгарта», з яким підписав чотиррічний контракт.

### Збірна
У складі юнацької збірної Нідерландів (U-17) у 2018 році Рамон Гендрікс став переможцем юнацького чемпіонату Європи, що проходив в Англії. На турнірі Гендрікс взяв участь у п'яти поєдинках.

## Титули
- Володар Кубка Німеччини (1):

«Штутгарт»: 2024-25
Нідерланди (U-17)
 Переможець юнацького чемпіонату Європи з футболу: 2018